# Kapisztrán
A Kapisztrán férfinév Kapisztrán Szent János nevéből származik, jelentése Capestrano faluból való.

## Gyakorisága
Az 1990-es években szórványos név, a 2000-es években nem szerepel a 100 leggyakoribb férfinév között.

## Névnapok
- március 28.[2]
- október 23.[2]